# Archea Pisa
Archea Pisa (griechisch Αρχαία Πίσα (f. sg.)) ist ein Dorf der Gemeinde Archea Olymbia in der griechischen Region Westgriechenland. Zusammen mit Diethnis Olymbiaki Akadimia bildet es die gleichnamige Dimotiki Kinotita (Δημοτική Τοπική Κοινότητα Αρχαίας Πίσας Dimotikí Kinótita Archéas Písas). Das Dorf hieß bis 1997 Miraka (Μιράκα (f. sg.)).

## Lage
Archea Pisa ist östlich des Dorfes Archea Olymbia und dem olympischen Heiligtum gelegen. Etwas nördlich des Dorfes verläuft die Nationalstraße 74. Der Ortsteil Diethnis Olymbiaki Akadimia liegt in unmittelbarer Nähe des Heiligtums. Die Ortsgemeinschaft Archea Pisa liegt im Süden der Gemeinde Archea Olymbia, der Alfios bildet im Süden die natürliche Grenze zur Gemeinde Andritsena-Krestena. Benachbarte Ortsgemeinschaften sind Archea Olymbia im Westen, Koskinas im Nordwesten und Linaria im Osten.

## Gliederung
Unter der Bezeichnung Mirakia (Μοιράκια) bildete der Ort seit 1912 mit einigen kleineren Siedlungen eine Landgemeinde, die 1940 in Miraka umbenannt wurde. Kurz vor der Gebietsreform 1997 wurde das Dorf in Archea Pisa umbenannt und im Zuge der Gebietsreform der Gemeinde Archea Olymbia zugeschlagen. Mit der Verwaltungsreform 2011 führte Archea Olymbia zunächst den Status einer Ortsgemeinschaft. Seit 2021 werden alle lokalen Gebietskörperschaften als Dimotiki Kinotita bezeichnet.